# Terre d'Amundsen
Pour les articles homonymes, voir Amundsen.
La Terre d'Amundsen est une péninsule du centre-nord du Groenland. Elle fait partie du parc national du Nord-Est du Groenland. 
Elle doit son nom à l'explorateur norvégien Roald Amundsen (1872–1928).

## Géographie
La Terre d'Amundsen est située à l'ouest de la Terre de Peary, au sud de la Terre de Roosevelt, dont elle est séparée par le fjord Harder et le glacier Dreng (Dreng Brae) à son extrémité. Elle est limitée à l'ouest par le fjord Weyprecht, et au sud par le fjord O.B. Bøggild et le Nordpasset (en), au-delà duquel s'étend la calotte glaciaire Hans Tausen. Le promontoire le plus occidental est le cap Holger Danske. 
La Terre d'Amundsen est montagneuse et comprend de nombreuses zones glaciaires. Son point culminant est à 1 466 mètres au centre de la péninsule. 